# Ferreira (Paredes de Coura)
Ferreira é uma povoação portuguesa do Município de Paredes de Coura que foi sede da extinta Freguesia de Ferreira, freguesia que tinha 10,01 km² de área e 425 habitantes (2011) e, por isso, uma densidade populacional de 42,5 h/km².
A Freguesia de Ferreira foi extinta (agregada) pela reorganização administrativa de 2012/2013, tendo o seu território sido agregado ao da Freguesia de Formariz para criara a União das Freguesias de Formariz e Ferreira.

## População
| População da freguesia de Ferreira | População da freguesia de Ferreira | População da freguesia de Ferreira | População da freguesia de Ferreira | População da freguesia de Ferreira | População da freguesia de Ferreira | População da freguesia de Ferreira | População da freguesia de Ferreira | População da freguesia de Ferreira | População da freguesia de Ferreira | População da freguesia de Ferreira | População da freguesia de Ferreira | População da freguesia de Ferreira | População da freguesia de Ferreira | População da freguesia de Ferreira |
| ---------------------------------- | ---------------------------------- | ---------------------------------- | ---------------------------------- | ---------------------------------- | ---------------------------------- | ---------------------------------- | ---------------------------------- | ---------------------------------- | ---------------------------------- | ---------------------------------- | ---------------------------------- | ---------------------------------- | ---------------------------------- | ---------------------------------- |
| 1864                               | 1878                               | 1890                               | 1900                               | 1911                               | 1920                               | 1930                               | 1940                               | 1950                               | 1960                               | 1970                               | 1981                               | 1991                               | 2001                               | 2011                               |
| 1 038                              | 1 070                              | 1 046                              | 1 009                              | 1 022                              | 968                                | 1 100                              | 1 064                              | 1 005                              | 949                                | 851                                | 648                                | 582                                | 479                                | 425                                |

| Distribuição da População por Grupos Etários | Distribuição da População por Grupos Etários | Distribuição da População por Grupos Etários | Distribuição da População por Grupos Etários | Distribuição da População por Grupos Etários | Distribuição da População por Grupos Etários | Distribuição da População por Grupos Etários | Distribuição da População por Grupos Etários | Distribuição da População por Grupos Etários | Distribuição da População por Grupos Etários |
| -------------------------------------------- | -------------------------------------------- | -------------------------------------------- | -------------------------------------------- | -------------------------------------------- | -------------------------------------------- | -------------------------------------------- | -------------------------------------------- | -------------------------------------------- | -------------------------------------------- |
| Ano                                          | 0-14 Anos                                    | 15-24 Anos                                   | 25-64 Anos                                   | > 65 Anos                                    |                                              | 0-14 Anos                                    | 15-24 Anos                                   | 25-64 Anos                                   | > 65 Anos                                    |
| 2001                                         | 56                                           | 41                                           | 226                                          | 156                                          |                                              | 11,7%                                        | 8,6%                                         | 47,2%                                        | 32,6%                                        |
| 2011                                         | 33                                           | 46                                           | 183                                          | 163                                          |                                              | 7,8%                                         | 10,8%                                        | 43,1%                                        | 38,4%                                        |

## Cultura
O escritor Mário Cláudio doou o seu arquivo à Câmara de Paredes de Coura em Janeiro de 2008, que o vai guardar e expor na antiga escola primária de Venade, na antiga freguesia de Ferreira.